# 오타 키테슈빌리
오타 키테슈빌리(조지아어: ოთარ კიტეიშვილი; 1996년 3월 26일 ~ )은 조지아의 축구 선수로서 현재 슈투름 그라츠에 소속되어 있다.

## 클럽 경력
키테시빌은 디나모 트빌리시에서 선수 생활을 시작했다. 그는 조지아 유스 팀의 정식 선수가 되었다.

## 국가대표 경력
키테시빌은 2017년 1월 23일에 우즈베키스탄과의 친선경기에서 조지아 축구 국가대표팀으로 데뷔했다.

## 수상 경력
디나모 트빌리시
- 조지아 리그: 2015-16
- 조지아 컵: 2014-15, 2015-16
- 슈퍼 컵: 2015